# Rio Mariah
Rio Mariah (née le 3 mars 1980 à Rio de Janeiro au Brésil) est une actrice de films pornographiques. Elle a entre autres tourné avec Lexington Steele.

## Récompenses
- 2006 : UK Adult Film and Television Awards for Best Female Overseas Actress Of The Year